# Dunes et forêts littorales de l'ile d'Oléron
Dunes et forêts littorales de l'ile d'Oléron este o arie protejată (sit de importanță comunitară — SCI) din Franța întinsă pe o suprafață de 2.904 ha, integral pe uscat.

## Localizare
Centrul sitului Dunes et forêts littorales de l'ile d'Oléron este situat la coordonatele 45°50′55″N 1°14′37″W / 45.84861°N 1.24361°V.

## Înființare
Situl Dunes et forêts littorales de l'ile d'Oléron a fost declarat arie specială de conservare în baza directivei 92/43 din 1992 referitoare la conservarea habitatelor naturale și a faunei și florei sălbatice pentru a proteja 2 specii de plante și 11 specii de animale.

## Biodiversitate
Situată în ecoregiunea atlantică, aria protejată conține 20 de habitate naturale: Dune cu Hyppophaë rhamnoides, Dune împădurite cu Pinus pinea și/sau Pinus pinaster, Terase mlăștinoase și terase nisipoase neacoperite de apă la reflux, Păduri de Quercus ilex și Quercus rotundifolia, Păduri aluvionare cu Alnus glutinosa și Fraxinus excelsior (Alno-Padion, Alnion incanae, Salicion albae), Vegetație anuală la limita mareei, Depresiuni intradunale umede, Salicornia și alte specii anuale care populează regiunile mlăștinoase și nisipoase, Pășuni atlantice udate de apa mării (Glauco-Puccinellietalia maritimae), Dune mobile de-a lungul țărmului cu Ammophila arenaria („dune albe”), Dune împădurite din regiunile atlantică, continentală și boreală, Dune cu tufărișuri sclerofile Cisto-Lavenduletalia, Tufărișuri halofile mediteraneene și termo-atlantice (Sarcocornetea fruticosi), Vegetație perenă pe țărmurile stâncoase, Ape puternic oligomezotrofe cu vegetație bentonică cu Chara spp., Dune mobile cu vegetație embrionară, Dune de coastă fixe cu vegetație erbacee („dune gri”), Dune cu Salix repens ssp. argentea (Salicion arenariae), Pajiști uscate seminaturale și facies de acoperire cu tufișuri pe substraturi calcaroase (Festuco-Brometalia) (* situri importante pentru orhidee), Faleze cu vegetație de pe coastele atlantice și baltice.
La baza desemnării sitului se află mai multe specii protejate:
- plante (2): moșișoare (Liparis loeselii), Omphalodes littoralis
- mamifere (6): liliac cârn (Barbastella barbastellus), vidră de râu (Lutra lutra), liliac cu urechi mari (Myotis bechsteinii), liliacul mediteranean cu potcoavă (Rhinolophus euryale), liliacul mare cu potcoavă (Rhinolophus ferrumequinum), liliacul mic cu potcoavă (Rhinolophus hipposideros)
- nevertebrate (4): croitorul mare al stejarului (Cerambyx cerdo), rădașcă (Lucanus cervus), Rosalia alpina, Vertigo moulinsiana
- reptile (1): țestoasa de baltă (Emys orbicularis)

Pe lângă speciile protejate, pe teritoriul sitului au mai fost identificate 14 specii de plante, 1 specie de păsări, 6 specii de amfibieni, 11 specii de mamifere, 1 specie de reptile.